# Estrena-t
Estrena-t fue un programa de televisión de formato magacín, producido por Plural Entertainment S.L. (productora de contenidos audiovisuales del grupo Prisa). Se trata de una agenda de ocio que ofrece las propuestas más destacadas en cuanto a estrenos de cine y teatro, conciertos, exposiciones y lanzamientos de videojuegos. Además, el programa incluye noticias, entrevistas y avances de películas cuyas imágenes son inéditas en España, así como una presentación de los mejores bares y restaurantes.
Fue emitido por Localia, los jueves a las 21.30. Presentado por Sira Fernández.

## El equipo principal
- PRESENTADORA: Sira Fernández
- DIRECTOR: Álvaro Sangregorio
- PRODUCTORA: Silvia Izquierdo
- REALIZADOR: Alejandro Benavente
- AYT. PRODUCCIÓN: María Ramírez
- GUIONISTA: Rubén Guzmán Reviejo
- REDACTORA: María Elías

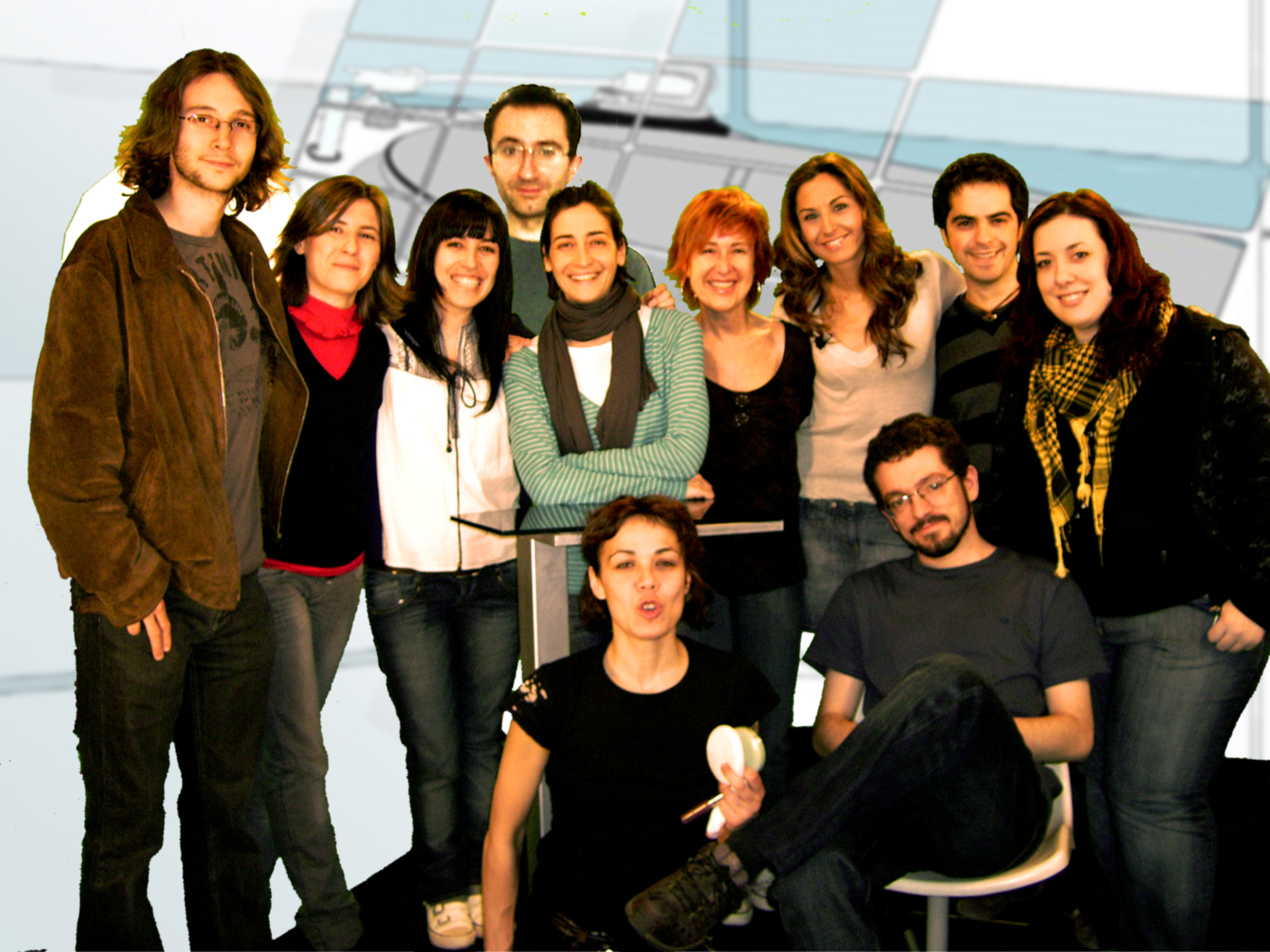

- REDACTORA (Temporada 1): María Aller
- LOCUTOR (Temporada 1): Diego Morales
- LOCUTOR (Temporada 2): Miguel García
- LOCUTORA (Temporada 1): Susana Viñuela

## Historia
En septiembre de 2007, como parte de su renovación de programación, Localia TV encarga a Plural Entertainment la producción de una agenda de ocio que ofrezca a sus espectadores todo clase de propuestas de este tipo, con especial atención a los estrenos cinematográficos. Así, se pone en marcha un proyecto que tuvo varios títulos provisionales (Inside, fue el más relevante) hasta que finalmente recibió el de Estrena-t.
El programa tendría como anfitriona de lujo a Sira Fernández, reconocida hasta el momento por su labor en los 40 Principales, tanto en radio como en televisión. Precisamente, Sira cesa en su participación en el programa que los 40 emite en el canal Cuatro, para adentrarse en esta nueva etapa en la que, además de música, trata otra serie de temas muy diferentes.
El 13 de septiembre de 2007 se armó el programa 0, y el 20 de septiembre se emitía el programa 1x01, que incluía reviews de Disturbia, Sin Reservas, Jesucristo Superstar, los avances de Cloverfield y La brújula dorada y una entrevista con Hombres G.
Durante estos primeros programas se realizaron pequeños ajustes, pero en general la estructura y desarrollo del programa se mantuvieron fieles desde el principio.
Finalmente, y debido a recortes en el presupuesto, el programa no renovó para su 3.ª temporada, en contra de todas las previsiones que auguruban la buena aceptación dentro del medio y los más que aceptables índices de audiencia registrados.
En julio de 2008, Estrena-T desaparecía de la parrilla de Localia.

## Estilo y contenidos
La elección como realizador del programa de Alejandro Benavente garantizó desde el principio una realización clásica y sobria, con un marcado estilo que recuerda a la época más vistosa del Canal +.
El programa se divide en secciones principales (Cine, Escena, Arte, Música, Videojuegos) y otros contenidos. Las secciones principales presentan diferentes ofertas de ocio para la siguiente semana.
La sección Postales supone una fórmula alternativa de realizar un repaso a los mejores bares y restaurantes. En ella, 2 personajes femeninos se alternan semana a semana para aportar 2 visiones distintas a través de unas supuestas postales que escriben a un misterioso destinatario, cuya identidad nunca se revela. Durante la primera temporada un único personaje, interpretado por Susana Viñuela, con preferencias refinadas realizaba el repaso por los locales más "in". En la segunda temporada, María Elías sustituyó a Viñuela y se añadió un segundo personaje, originario de Andalucía y con un carácter mucho más popular, que recorre bares con menos estilo pero de más ambiente y tradición.
En Avances, se muestran imágenes inéditas en la televisión española del cine que está por venir, con especial atención a las producciones más esperadas y desvelando datos acerca de su realización y posibles fechas de estreno en el futuro.
Escapadas compone una breve agenda con las principales citas para el ocio dentro de la geografía española.

## Entrevistas
Uno de los puntos fuertes del programa son sus entrevistas, realizadas muchas de ellas por la propia presentadora en un tono muy personal. Personajes de renombre internacional han pasado por delante de las cámaras de Estrena-t, como Will Smith, Roland Emmerich, Matthew Fox, Patrick Dempsey...
Listado de entrevistas [cita requerida]:
- PG 1X01	ENTREVISTA Hombres G
- PG 1X02	ENTREVISTA Víctor Ullate
- PG 1X03	ENTREVISTA Blanca Portillo
- PG 1X04	ENTREVISTA Nacho Vegas y Christina Rosenvinge
- PG 1X05	ENTREVISTA Juan Antonio Bayona
- PG 1X06	ENTREVISTA Diego Martín
- PG 1X07	ENTREVISTA Ariadna Gil
- PG 1X08	ENTREVISTA Kiko & Shara
- PG 1X09	ENTREVISTA Moncho Borrajo
- PG 1X10	ENTREVISTA Nek
- PG 1X11	ENTREVISTA Luis Piedrahíta
- PG 1X12	ENTREVISTA Pereza
- PG 1X13	ENTREVISTA Eduardo Noriega
- PG 1X14	ENTREVISTA Vince Vaughn
- PG 1X15	ENTREVISTA Antonio Ozores
- PG 2X01 (16)	ENTREVISTA Will Smith
- PG 2X02 (17)	ENTREVISTA Cristina Higueras
- PG 2X03 (18)	ENTREVISTA Craigie Horsfield
- PG 2X04 (19)	ENTREVISTA David DeMaría
- PG 2X05 (20)	ENTREVISTA Pepe Viyuela y Carlos Santos (Mortadelo y Filemón)
- PG 2X06 (21)	ENTREVISTA Soledad Giménez
- PG 2X07 (22)	ENTREVISTA Blanca Marsillach
- PG 2X08 (23)	ENTREVISTA Manuel Veleta
- PG 2X09 (24)	ENTREVISTA Matthew Fox, Eduardo Noriega (En el punto de mira)
- PG 2X10 (25)	ENTREVISTA Angy
- PG 2X11 (26)	ENTREVISTA Roland Emmerich
- PG 2X12 (27)	ENTREVISTA Ángel Martín
- PG 2X13 (28)	ENTREVISTA Melocos
- PG 2X14 (29)	ENTREVISTA Pastora
- PG 2X16 (31) ENTREVISTA Tony Cantó
- PG 2X17 (32) ENTREVISTA Víctor Clavijo
- PG 2X18 (33) ENTREVISTA Javier Cámara
- PG 2X19 (34) ENTREVISTA José Corbacho
- PG 2X20 (35) ENTREVISTA Javier Fesser
- PG 2X21 (36) ENTREVISTA Arturo Valls
- PG 2X22 (37) ENTREVISTA Carlos Tarque
- PG 2X23 (38) ENTREVISTA Juan Muñoz
- PG 2X24 (39) ENTREVISTA Patrick Dempsey

- Datos: Q5849701